# Scott Douglas Altman
Pour les articles homonymes, voir Altman.
Scott Douglas Altman, surnommé « Scooter », né le 15 août 1959, est un captain et pilote de l'United States Navy à la retraite, ingénieur, pilote d'essai et ancien astronaute de la NASA.
Il participe à quatre missions de la navette spatiale américaine. Sa quatrième mission, soit STS-125, est la dernière mission de maintenance du télescope spatial Hubble.

## Biographie

### Jeunesse
Scott Douglas Altman naît le 15 août 1959 à Lincoln en Illinois. Il passe son enfance à Pekin en Illinois et y étudie. Ses parents, Fred and Sharon Altman, sont instituteurs. Scott est diplômé de la Pekin Community High School (en) en 1977 et rejoint l'université de l'Illinois. Il obtient son diplôme de Bachelor of Science en ingénierie aéronautique et astronautique en mai 1981. Il postule à l'US Air Force avant ses études mais trop grand, il est refusé,.

### Carrière militaire
Scott Altman rejoint l'United States Navy en août 1981 après ses études, les critères de taille étant différent, et il est nommé Ensign,. Il reçoit ses « ailes dorées » (brevet d'aviateur) en février 1983.
« Scooter » est son surnom et « D-Bear » son indicatif radio.
Basé à la base aéronavale de Miramar en Californie, il vole sur F-14 Tomcat pour le Fighter Squadron 51,. Il effectue deux déploiements dans le Pacifique occidental et l'océan Indien.
En août 1987, il est sélectionné dans un programme de coopération entre la Naval Postgraduate School et l'United States Naval Test Pilot School,. Il est diplômé en juin 1990 avec la promotion 97 et la mention Distinguished Graduate,.
Après avoir obtenu son diplôme, il passe les deux années suivantes comme pilote d'essai à travailler sur divers projets reliés au F-14 ainsi que l'évaluation du McDonnell Douglas F-15 STOL/MTD pour le compte de la Navy,.

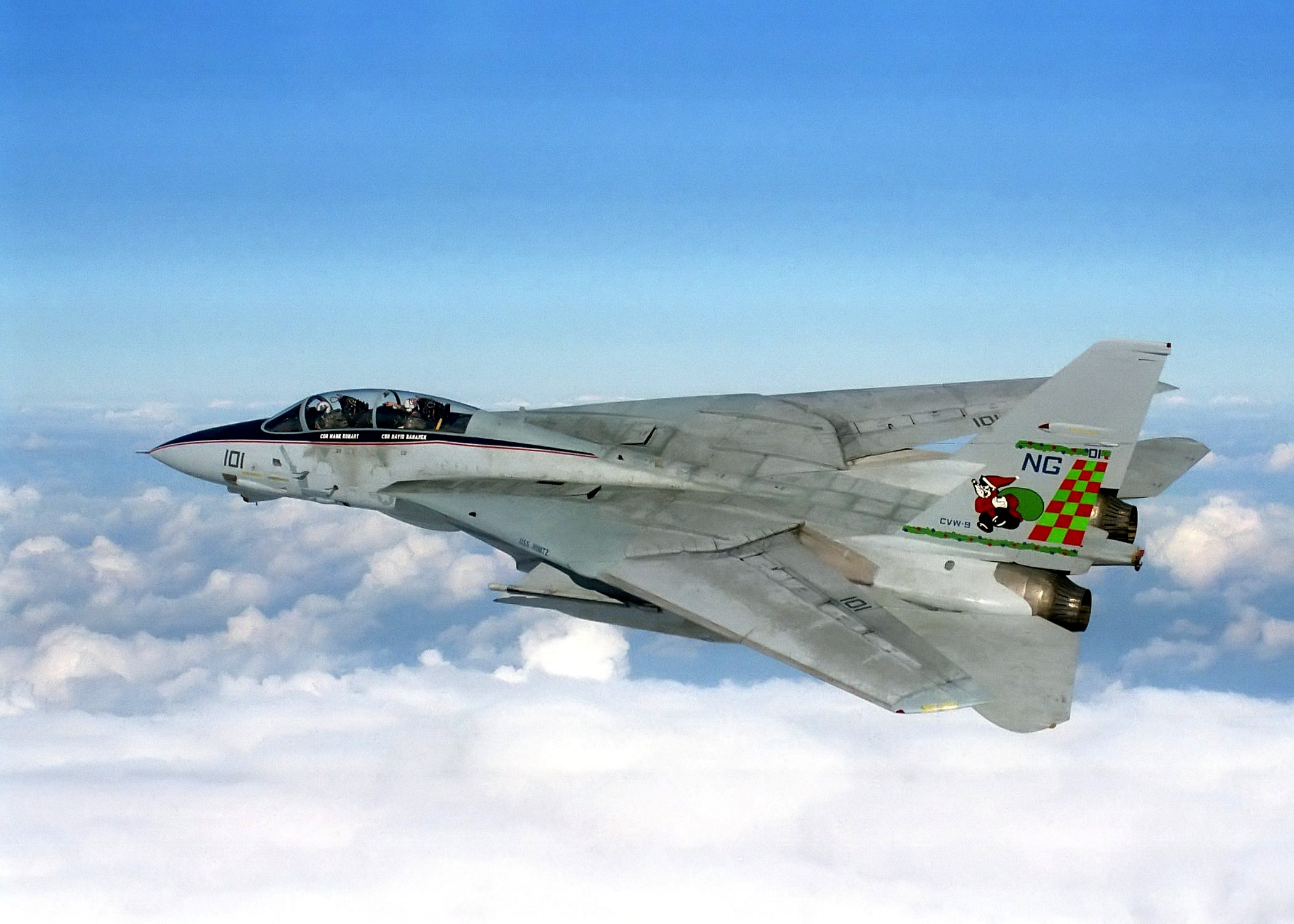
F-14A Tomcat au-dessus de l'Irak durant l'opération Southern Watch.

Il reprend le service opérationnel en 1992 avec le F-14D dans le VFA-31 à la base aéronavale de Miramar,. Il y sert comme officier de maintenance et plus tard comme officier des opérations. Il participe à l'opération Southern Watch en Irak,. Il reçoit la Navy Air Medal pour son rôle de strike leader.
De retour aux États-Unis après ce déploiement de six mois, il est repris pour le programme des astronautes de la NASA. Il a alors accumulé plus de 7 000 heures de vol sur plus de 40 avions.

### Carrière à la NASA
Sélectionné comme candidat astronaute par la NASA en décembre 1994, Scott Altman se présente au centre spatial Lyndon B. Johnson en mars 1995,. Il y suit une année de formation et est initialement affecté aux aspects techniques de l'atterrissage et du déploiement de la navette spatiale américaine,. Il est pilote des missions STS-90 (1998) et STS-106 (2000), et commandant de la mission STS-109 (2002) et STS-125 (2009),.
Vétéran de quatre vols spatiaux, Scott Altman passe plus de 40 jours dans l'espace,. Il prend sa retraite de la NASA en septembre 2010 pour rejoindre ASRC (en) Federal Research and Technology Solutions à Greenbelt dans le Maryland,,.

#### STS-90

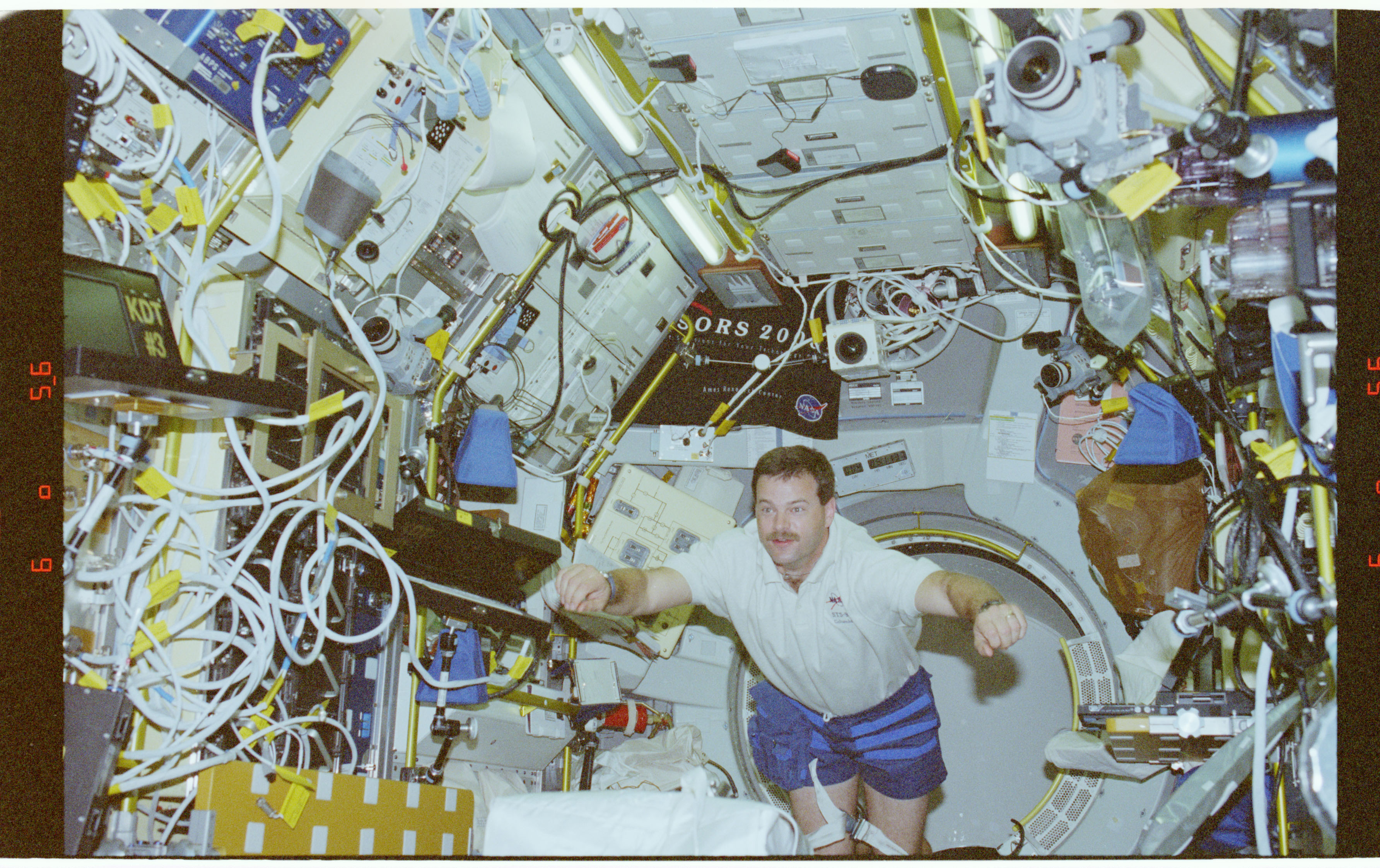
Scott Altman durant STS-90 à bord de la navette Columbia.

Scott Altman est pilote sur STS-90 Neurolab. La mission dure 17 avril au 3 mai 1998. Pendant ce vol Spacelab d'un peu moins de 16 jours, l'équipage de sept personnes à bord de la navette spatiale Columbia sert à la fois de sujets d'expérience et d'opérateurs pour 26 expériences individuelles en sciences de la vie portant sur les effets de la microgravité sur le cerveau et le système nerveux,.

#### STS-106

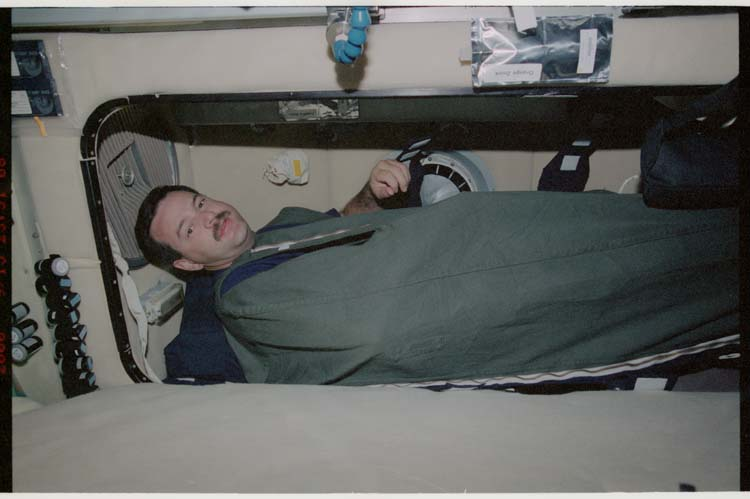
Scott Atlman durant STS-106, dans une couchette à bord de Zvezda.

Il est de nouveau pilote, cette fois sur STS-106. La mission dure du 8 au 20 septembre 2000. Au cours de cette mission d'un peu moins de 12 jours, l'équipage prépare avec succès la Station spatiale internationale pour l'arrivée du premier équipage permanent. De plus, le navette Atlantis effectue deux tours de vol complets de la station après le désamarrage,.

#### STS-109
Scott Altman est commandant de STS-109, la mission durant 1er au 12 mars 2002,. La mission est la quatrième mission de maintenance du télescope spatial Hubble (HST),. L'équipage réussit à mettre à niveau le télescope spatial Hubble en le dotant d'une nouvelle unité d'alimentation, d'une nouvelle caméra et de nouveaux panneaux solaires,. La maintenance et la mise à niveau du HST sont réalisés par quatre membres d'équipage au cours de cinq sorties extravéhiculaires pendant cinq jours consécutifs,.

#### STS-125

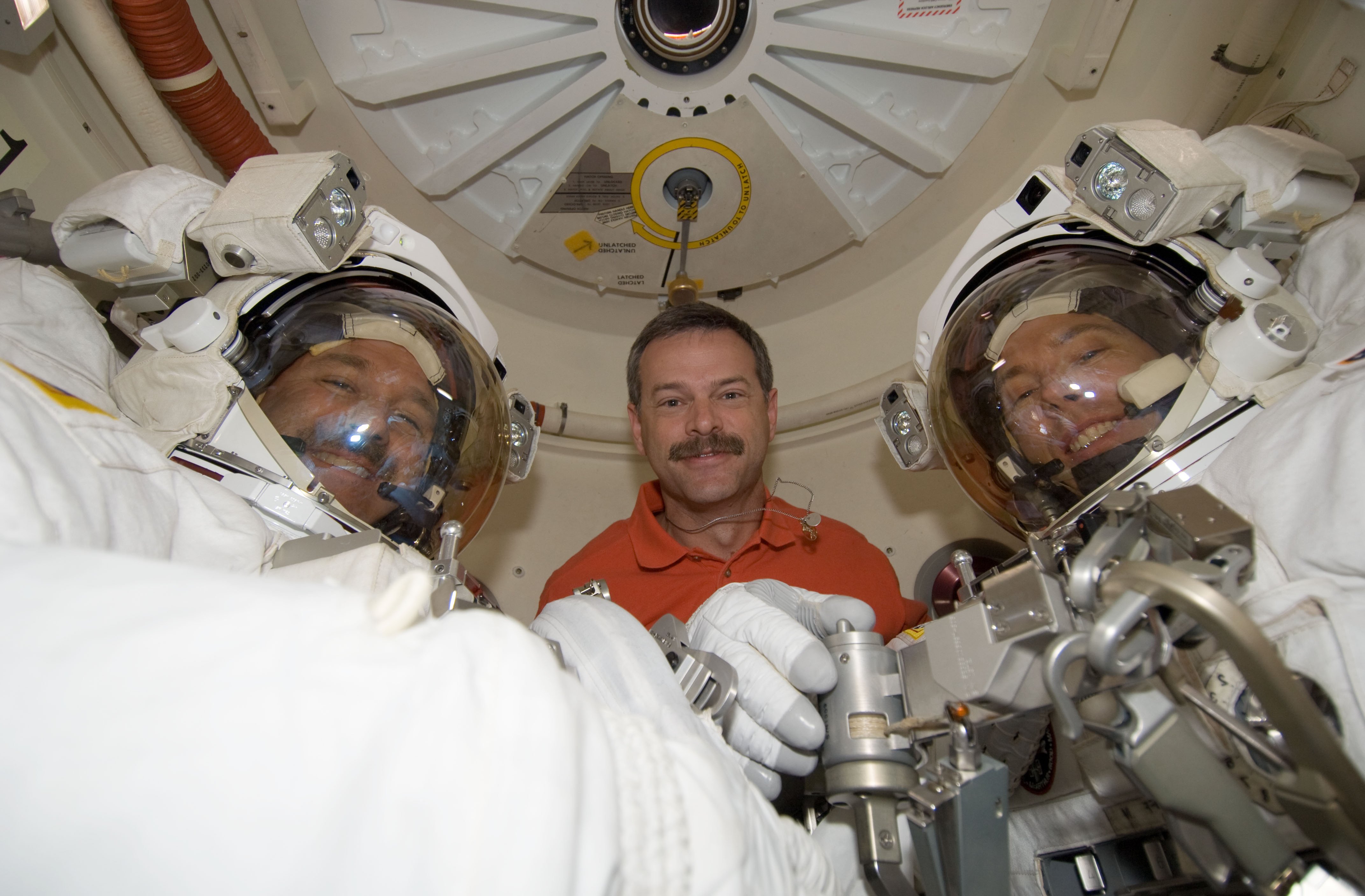
L'équipage de STS-125 (de gauche à droite : John Grunsfeld, Scott Altman et Andrew Feustel) avant une sortie extravéhiculaire.

Scott Altman est de nouveau commandant sur STS-125. La mission décolle le 11 mai 2009 et se termine le 24 mai 2009. Il s'agit de la cinquième et dernière mission de maintenance du télescope spatial Hubble. La navette Atlantis apporte deux nouveaux instruments au télescope, le spectrographe Cosmic Origins et la caméra à grand champ (Wide Field Camera 3),. La mission remplace un capteur de guidage fin, six gyroscopes et deux modules de batterie pour permettre au télescope de continuer à fonctionner au moins jusqu'en 2014. L'équipage installe également de nouveaux panneaux isolants afin d'améliorer la protection thermique, ainsi qu'un mécanisme de capture souple qui facilitera la désorbitation en toute sécurité du télescope par un vaisseau spatial non habité à la fin de sa durée de vie opérationnelle.

### Top Gun
Lors de sa carrière militaire, Scott Altman est engagé pour réaliser de nombreuses acrobaties aériennes du film Top Gun en 1986. Il est notamment le pilote derrière la scène où le F-14 de Maverick se « retourne » sur le pilote du MiG ennemi (joué par Robert F. Willard (en)),.
Dans une interview accordée à la NASA avant son vol spatial de 2000, Scott Altman commente son rôle,:

« Eh bien, Top Gun était un vrai frisson. Je m'en souviens encore très bien. La rumeur circulait dans la ville qu'Hollywood venait à Miramar, où j'étais stationné, et qu'ils allaient faire un film, et nous étions tous un peu excités. Mon escadron venait de rentrer d'une mission de sept mois et demi environ une semaine et demie auparavant, donc nos avions étaient à la maison, nous étions disponibles, nous n'étions pas trop sollicités. Et il s'est avéré qu'ils ont choisi mon escadron pour fournir les F-14. Puis le capitaine s'est réuni et a essayé de choisir quatre gars qui, selon lui, étaient assez matures, je suppose, pour gérer, vous savez, la capacité qu'on leur donnait de travailler avec le film, et toutes les choses qui étaient requises. Et le directeur voulait avoir un petit groupe de personnes avec lesquelles il pouvait travailler afin de comprendre ce que les gens du film veulent par rapport à ce que nous pouvons faire et comment essayer d'équilibrer ces deux exigences.
Les vols étaient incroyables. Vous savez, la plupart des pilotes de la Marine n'ont pas l'occasion de passer devant la tour comme dans le film - si vous le faisiez, vous pourriez simplement enlever vos ailes et les jeter à la porte parce que vous ne voleriez probablement plus - mais, comme c'était Hollywood, vous savez, ils voulaient la scène. Je devais faire le tour de la tour. Et, bien sûr, ils voulaient neuf prises différentes - alors on l'a fait neuf fois ! »

### Vie privée
Scott Altman est marié à Jill Shannon Loomer de Tucson, en Arizona. Ils ont trois enfants, Daniel, Alexander et Michael.

## Récompenses et reconnaissance
Le conseil scolaire du district 108 de Pekin, sa ville natale, a voté pour rendre hommage à l'ancien astronaute en baptisant l'école primaire Scott Altman en 2010. Un buste en bronze le représentant est dévoilé en 2011 à Pekin.
Scott Altman, au cours de sa carrière, reçoit les médailles et prix suivants :
- Defense Superior Service Medal ;
- Legion of Merit ;
- Distinguished Flying Cross ;
- Defense Meritorious Service Medal ;
- Navy Strike / Flight Air Medal ;
- Commendation Medal ;
- Achievement Medal ;
- Médaille du service distingué de la NASA ;
- Lauréat du prix pour une réalisation exceptionnelle dans l'aviation tactique en 1987, sélectionné par l'Association of Naval Aviation ;
- United States Astronaut Hall of Fame en 2018[15],[16] ;
- Ordre de Lincoln (en), plus haute récompense d'Illinois, reçu en 2021[17].